# 邪悪になるな

Googleのロゴ

「邪悪になるな」（じゃあくになるな、英語: Don't be evil、ドント・ビー・イービル）は、Googleの企業行動規範にある語である。Googleの非公式的なモットーとして知られる。

## 概要
2015年頃まで非公式的にGoogleの社是として使用されていたことから、「Googleのモットー」として知られている。
2015年10月、Googleがコングロマリット企業Alphabetとして再編され、その傘下に置かれた後、Alphabetの企業行動規範の冒頭に「正しいことをせよ」（Do the right thing）がモットーとして掲げられた。元のモットーである「邪悪になるな」は、Alphabetの子会社となっているGoogleの行動規範に現在も残されているが、2018年4月、行動規範の序文からは削除され、その最後の結びの文に引用される形で存在している。 
また、Google発足から数年後に策定された「Google が掲げる 10 の事実」にある「悪事を働かなくてもお金は稼げる」（You can make money without doing evil）という文章にも、このモットーに近いポリシーが残されている。

## 歴史
この語の初出は1999年から2001年の間とされており、2000年、もしくは2001年にGoogle社員であるポール・ブックハイトが社内での企業価値に関する会議において発言したものか、1999年にGoogleの技術者であるアミット・パテルによって提案されたものとされている。Gmailの考案者であるブックハイトは、「一度加えたら外しにくいものにしたかった」と述べ、スローガンは「我々の意見としては、当時、ユーザーをある程度搾取していた他社、特に競合他社を少し揶揄したものでもある」と付け加えている。
Googleの公式的な企業理念には「邪悪になるな」という言葉は含まれていないが、グーグルが2004年に株式公開した際、グーグルの創設者からの提出された目論見書（フォームS-1）には次のように含まれていた。 
なお、このモットーは時折誤って「邪悪なことはしない」（Do no evil）と表記されることもある。
2018年まで、モットーはGoogleの行動規範の序文に次のように引用されていた。
2018年4月21日から5月4日までの間に、Googleは行動規範の序文を変更し、最後の行で次のようにしてモットーに言及した。
2019年、香港での逃亡犯条例改正案に反対して行われた香港民主化デモに対して治安当局による弾圧が行われた際にGoogleが発表した声明にも、「邪悪になるな」の語が含まれている。声明は当局による弾圧を非難するもので、「香港を愛するGoogle社員」との文言で始まり、「香港特別行政区政府に対して白色テロをやめ、市民からの五大要求に応じるように声を上げ、働きかけなければならない」と述べられ、「『邪悪になるな』は固い信念として常にGoogle社員の心に存在し、多文化主義を支持する当社では、社員が声を上げることについて奨励している」、「香港の歴史で最も暗い時期に、我々は香港人とともに歩み続ける」と結ばれた。翌2020年、Googleは国家安全維持法の施行を理由に、Twitter、Facebookとともに香港政府への個人情報の提供を停止し、ロサンゼルス・香港間を結ぶ予定だった海底ケーブル敷設計画についても中止している。

## 解釈
Googleの共同創設者であるラリー・ペイジとセルゲイ・ブリンは、新規株式公開に先立つ2004年の手紙で、「邪悪になるな」文化は利益相反を禁止し、偏見がないことと客観性を要求しているものだと主張した。
2009年、カリフォルニア大学バークレー校の情報プライバシープログラムのディレクターであるクリス・フーフナグルは、「邪悪になるな」とモットーに込められたGoogleの当初の意図は、検索結果と広告を分離することにあったと述べました。しかし、検索結果とスポンサーリンクとを明確に区別することは法律によって義務付けられているため、Googleの慣行はその後主流になり、もはや注目に値すべきポイントでもなくなったと述べた。さらに、フーフナグルは、次の理由でGoogleはモットーを放棄すべきだと主張した。
2013年、アメリカの公共放送ラジオ局NPRによるインタビューでエリック・シュミットは、ラリー・ペイジとセルゲイ・ブリンがGoogleの指針としてこのモットーを推したとき、「これはこれまで最も愚かなルールだと思った」ことを明かしたが、ある技術者が企画していた広告商品について懸念を表明した際にこのモットーを引用し、懸念を払拭させることに成功したことをきっかけに認識を変えた。一方、ジャーナリストは、Googleが「邪悪」とみなしたものの実際の定義について疑問を呈している。ユーザー向けの「What We Believe」ページでは、Googleは元のモットーを完全に置き換えたように思われた（2015年4月10日の時点で、「悪事を働かなくてもお金は稼げる」と慎重に言い換えられており、絶対的な命令形である「DON'T be evil」とは意味合いが大きく異なっている）。

## 批判
Googleを批判する文脈においては、否定的な形でこのモットーが用いられるケースが多く、例えば、IT系ビジネス雑誌『InfoWorld』の2014年の記事「Google? Evil? You have no idea」（Googleは悪か？）が知られている。また、Googleが2012年にGoogle+のアカウントを介して、「すべてのサービスでユーザーの追跡を普遍的に追跡する」という発表した際は、Gizmodoの「Google's Broken Promise」（Googleが破った約束 「邪悪になるな」の終焉）のように、標語に対して世間の反発を招いた 。同年、Google+のコンテンツを他のSNSコンテンツよりも意図的に検索上位に表示されるのを回避するため、TwitterやFacebook、Myspaceといった主要ソーシャルネットワークの技術者によって「Do n't be evil」ツールと呼ばれるブラウザ用ブックマークレットが共同開発された。
2013年5月16日、英国公会計委員長マーガレット・ホッジ議員は、Googleが英国の事業において法人税として支払うべき数十億ポンド（数千億円）について租税回避を図っていることについて、作為的な手法を用いているとして「非常に計算された行為で、非倫理的である」とし、英国の全ての納税者の利益を代表する立場として、「公正な税金」を支払わなかった「悪者」であるとGoogleを名指しして非難した。また、Googleのイギリス法人であるGoogle UKのマット・ブリティン代表に対し、「あなたは悪事をなしていると思う」と批判した。2015年、英国政府は、Googleをはじめとする大規模な多国籍企業による人為的な租税回避を処罰することを目的とした新しい法律を導入した。
2015年、米紙『Commercial Appeal』は「Googleの最近の動きは、検索の巨人としてのモットーを裏切っていると批判されている」(critics say Google's recent moves belie search giant's motto)と報じた。
2018年にアメリカ国防総省（ペンタゴン）との人工知能（AI）を利用した軍事技術開発への協力や中国本土への再進出計画（後に再凍結）が明るみに出た際、従業員から「Don't be evil」の精神に反するとして批判が相次ぎ、Googleのあり方に反発した一部社員が経営陣への抗議のため退社する事態になった。2020年には同様の理由で、Googleの「国際関係責任者」を務めていたロス・ラジュネスが退職している。また、2021年1月にGoogleとAlphabetの労働組合がアメリカで結成された際も、「Don't be evil」が旗印とされ、従業員の団結、結束が呼びかけられた。